# Теодор Газа

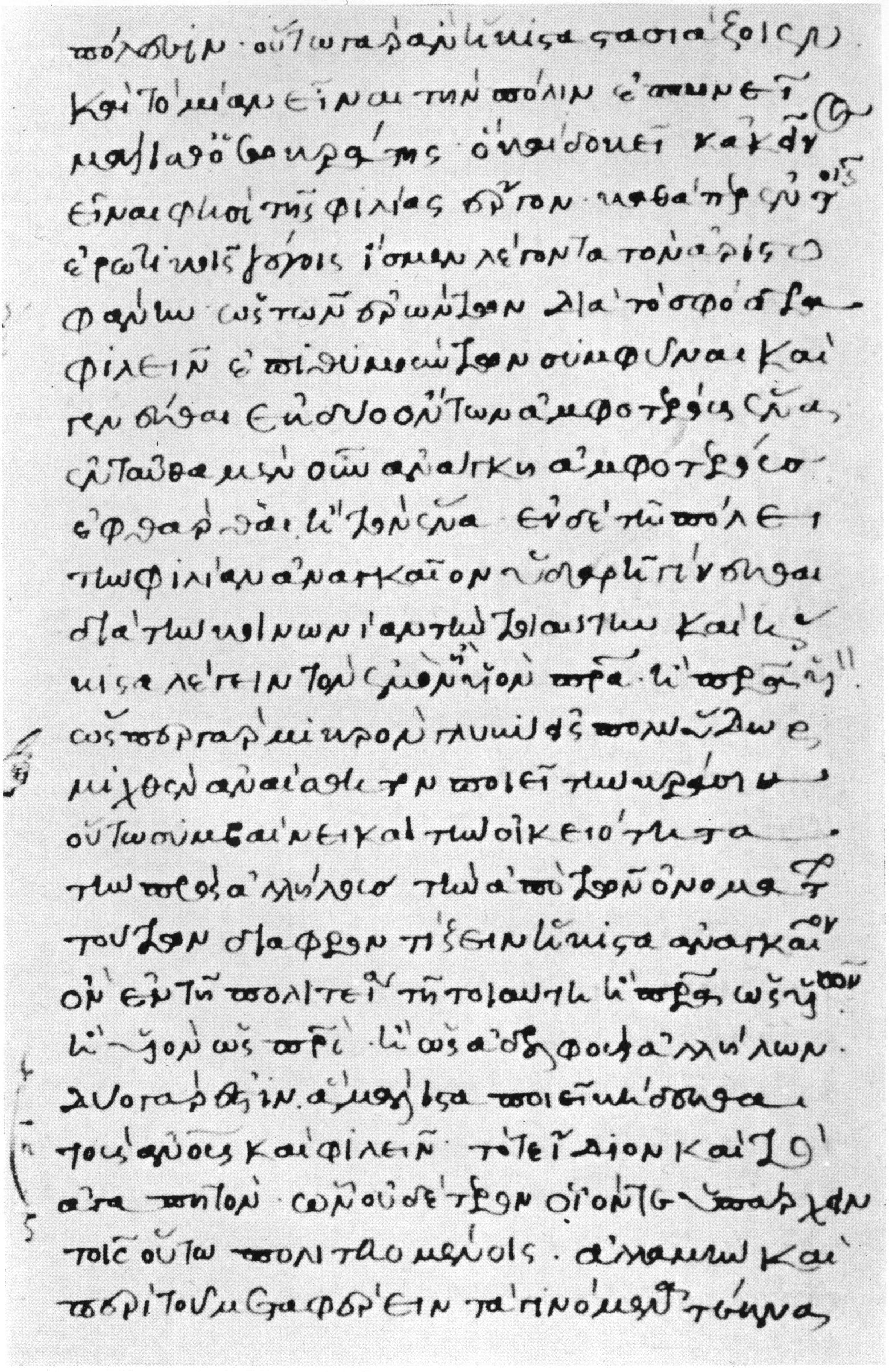
Арістотель, Політика II 4 у рукописі, написаному Gazes Udine, Biblioteca Arcivescovile, 258, fol. 24р (середина 15 століття)

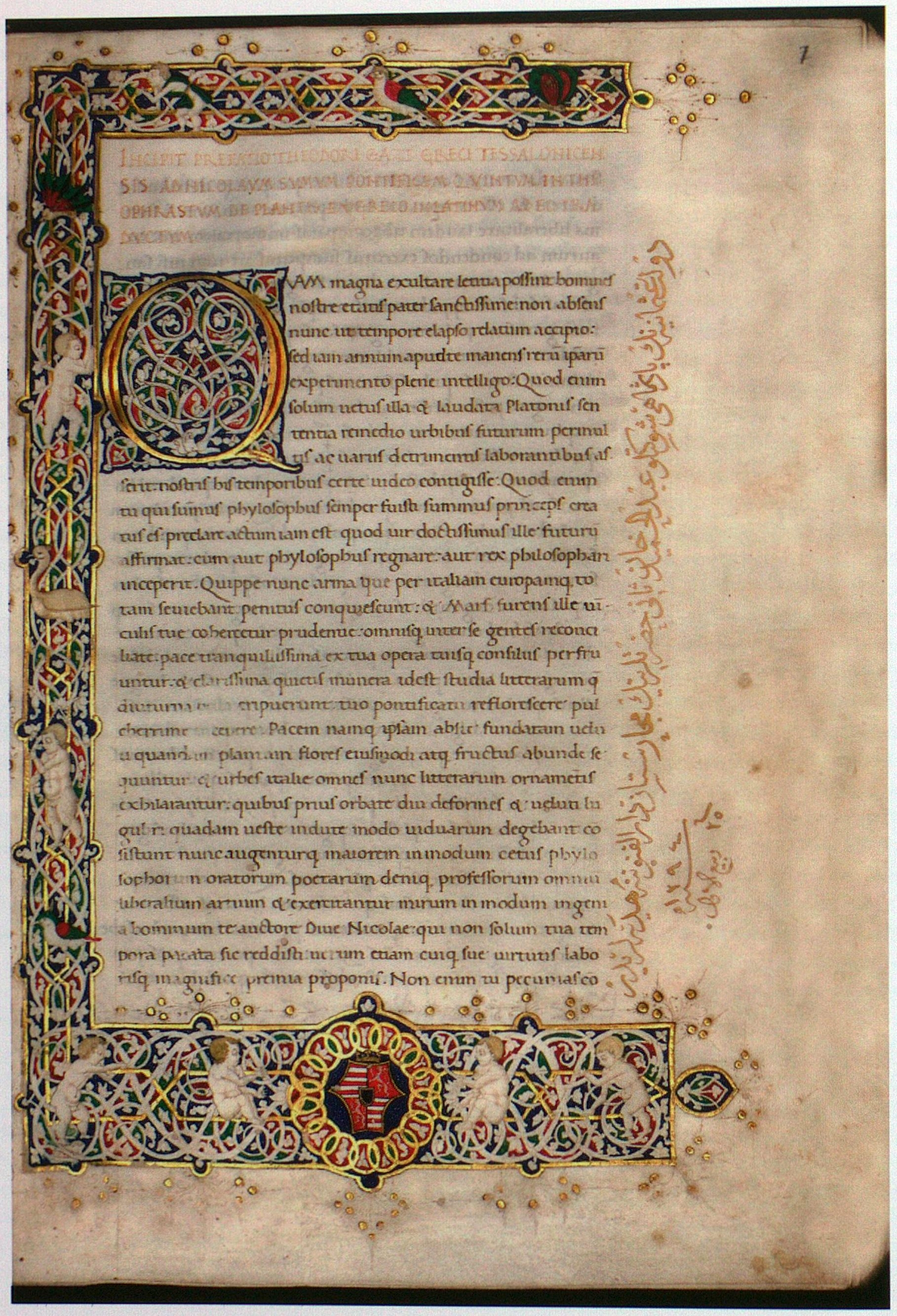
Початок передмови Гази до його латинського перекладу Historia plantarum Теофраста в рукописі, зробленому в 1460/1470 Будапешт, Egyetemi Könyvtár, Cod. лат. 1, арк. 1р

Теодор Газа (дав.-гр. Θεόδωρος Γαζῆς, трансліт. Theódoros Gazís, лат. Thessalonicensis, Thessaloniceus, італ. Teodoro Gaza; нар. близько 1410 в Салоніках – пом. близько 1475 в Сан-Джованні-а-Піро в Кампанії) — ренесансний гуманіст, перекладач і один з відроджувачів грецької літератури в Італії. Емігрант з Візантії.

## Біографія
Ймовірно, з метою навчання він переїхав до Константинополя близько 1422/23 року, де до 1427 року працював переписувачем рукопису Vaticanus graecus 1334 від імені гуманіста Франческо Філельфо, з яким він познайомився під час свого перебування у візантійській столиці. У 1440 році, мабуть, уже маючи значну кількість грецьких рукописів, він прибув до Італії, де спочатку дістався Павії через Палермо та Пізу, щоб вивчати там, можливо, медицину. У 1442 році працював переписувачем у Філельфо в Мілані. У цей період Газа написав грецьку елегію, присвячену Кіріаку Анконському. У 1443 році Газа подався до Мантуї, щоб вивчати грецьку мову під керівництвом Вітторіно да Фельтре та вдосконалювати свої знання латини. У 1446 році Джованні Ауріспа привіз його до Феррари. Там Газа став професором грецької мови в щойно заснованому університеті Феррари, але й далі вивчав медицину і обраний ректором у 1448—1449 роках. Він відхилив запрошення до Флоренції на тій підставі, що хотів незабаром повернутися на батьківщину. Його грецька граматика, ймовірно, була написана у Феррарі та надрукована у Венеції Альдо Мануціо в 1495 році.
У перші місяці 1450 року Газа вирушив до Риму. Там він належав до групи провідних гуманістів, яким Папа Миколай V, прихильник освіти, доручив перекладати давньогрецьких письменників. Його також прийняли в коло вчених навколо Віссаріона Нікейського. Після смерті Папи Газа переїхав до двору Неаполя. Він брав участь у суперечках з Георгієм Трапезундським. Після смерті короля Альфонсо I Газа переїхав до єпархії Полікастро, хоча час є спірним. У монастирі Сан-Джованні він служив прокуратором у ВІссаріона. З 1467 року Газа повернувся до Риму. Після смерті Віссаріона його економічне становище погіршувалося, оскільки він не отримав підтримки від Сікста IV, на яку сподівався. У 1474 році він знову переїхав до Кампанії. Час його смерті невідомий; його заповіти були виконані в 1477 році. Різноманітні пам'ятні документи вказують на 1475 рік як вірогідний рік смерті. Книги Гази дісталися Деметрію Халконділу.
Завдяки своїм перекладам і дослідженням Газа популяризував аристотелівські твори. Він також переклав Теофраста і Гіппократа латинською мовою та Цицерона з латинської на грецьку.
На честь Гази названі рослини роду Gazania  і газаніопсис з родини ромашкових (Asteraceae).

## Текстові видання
- Theodori Gazae Thessalonicansis Grammaticae institutionalis libri duo, nempe Primus & Secundus, sic translated by Erasmum Roterodamum – Johann Froben, Basel 1516.